# Пик Любви
Пик Любви — одна из вершин Тункинских гольцов, располагающаяся на высоте 2124 м, на территории Тункинского района Республики Бурятии. Одна из туристических точек посёлка Аршана. Пик расположен на горном хребте, являясь крайним на нём. С него открывается вид на Тункинскую долину, горную систему Восточный Саян, Аршан.

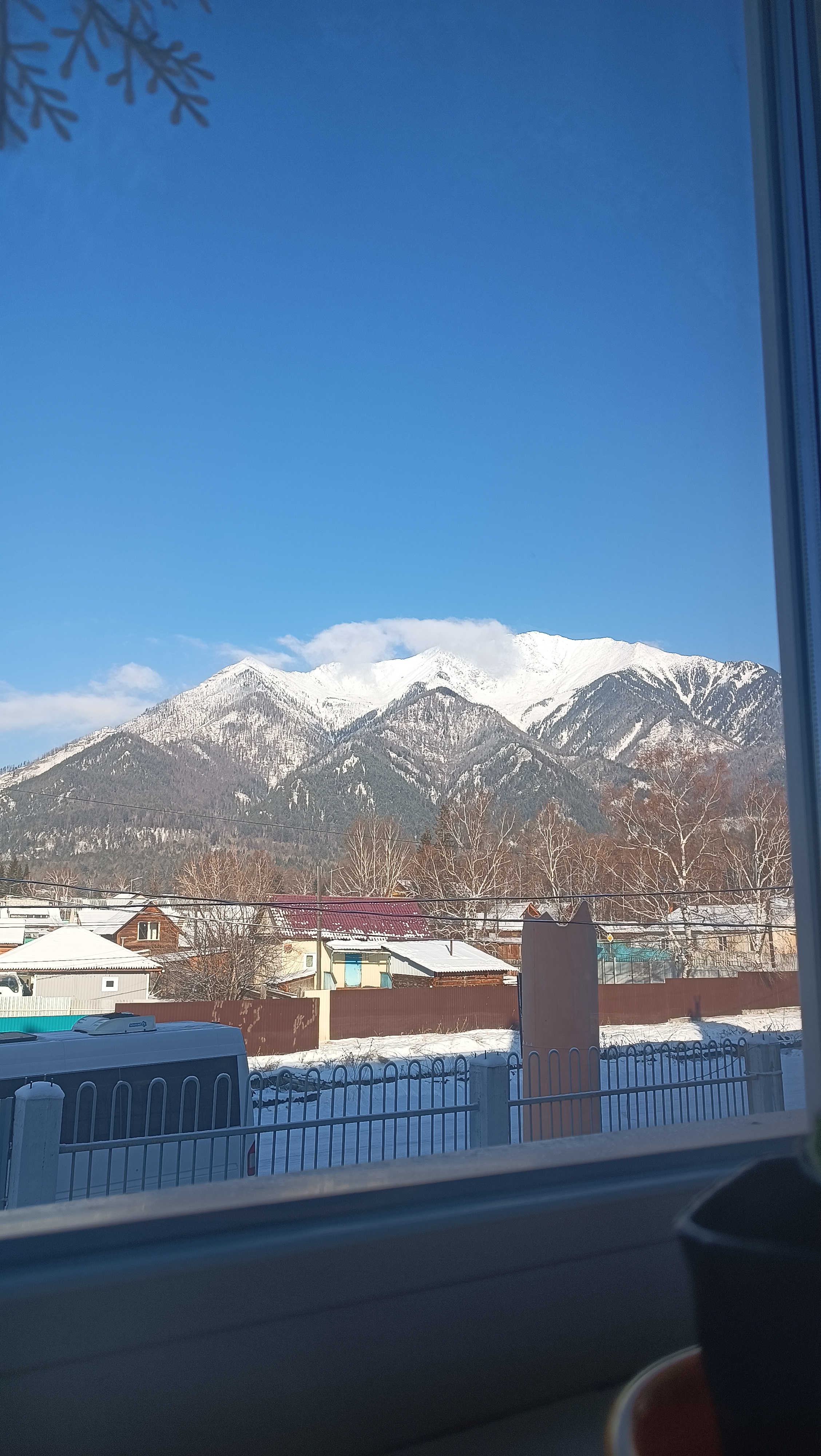